# 大西顺子
大西顺子（1974年10月18日—），兵庫縣出身，是一名日本前女子游泳运动员。她曾在2000年夏季奥林匹克运动会中，参加了女子4x100米混合泳接力比赛并获得团体铜牌。